# 世界が終るまでは…
「世界が終るまでは…」（せかいがおわるまでは…）は、WANDSの楽曲で、8枚目のシングル。

## 概要
表題曲はテレビ朝日系アニメ『SLAM DUNK』の第2期エンディングテーマに起用された。
2019年3月1日に、ソニー・ミュージックエンタテインメントのアニメソング人気投票キャンペーン「平成アニソン大賞」においてアーティストソング賞（1989年 - 1999年）に選出された。
プロ野球界では横浜DeNAベイスターズの牧秀悟の登場曲として使用されている。かつては読売ジャイアンツの丸佳浩や、福岡ソフトバンクホークス時代の千賀滉大も使用していた。

## ミュージックビデオ
ミュージック・ビデオは、羽田空港の格納庫で撮影された。また、この時の写真が次作「Secret Night 〜It's My Treat〜」の裏ジャケットにも使用されている。

## 記録
「恋せよ乙女」以来のオリコン1位獲得であり、シングルチャートTOP10内に9週間ランクインのロングセラーとなり、「もっと強く抱きしめたなら」、「時の扉」に次ぐ3番目の売上枚数を記録、最終的に自身最後のミリオンセラー曲となった。

## 収録曲
| 全作詞: 上杉昇。 |                       |           |           |                         |      |
| #                | タイトル              | 作詞      | 作曲      | 編曲                    | 時間 |
| 1.               | 「世界が終るまでは…」 | 上杉昇    | 織田哲郎  | 葉山たけし 、 Ebako Jr. | 5:14 |
| 2.               | 「Just a Lonely Boy」 | 上杉昇    | 柴崎浩    | WANDS                   | 4:19 |
| 合計時間:        | 合計時間:             | 合計時間: | 合計時間: | 9:33                    |      |

## 楽曲解説
1. 世界が終るまでは…
  - 前年の1993年はシングル4枚アルバム2枚と精力的にCDのリリースを行ったが、1994年にリリースされたCDは本作のみである。作詞をした上杉昇はこの「世界が終るまでは…」で、これまでのスタイルの1つであったラブソングに終止符を打ちたかったと後に語っている[2]。タイトルにも使われた"世界"は中山美穂&WANDSの楽曲「世界中の誰よりきっと」のイメージを払拭するためにあえて被せたといい、″終る″のフレーズには、商業音楽をこれ以降やらないというメッセージを込めたという[3]。
  - ギターの柴崎浩は、今作においてはオーダーメイド品であるArtTech製のギターを使用している。
  - 2011年9月4日、上杉が自身のデビュー20周記念ライブ『Speeding Slowly』にて約16年ぶりにライブ演奏を行った。また2012年8月26日に行われたアニメソングのライブイベント『Animelo Summer Live 2012 -INFINITY∞-』（公演2日目）では、このライブにおけるシークレットゲストのひとりとして、上杉と、作曲者である織田哲郎が出演し、"織田哲郎 & 上杉昇"名義で披露された。ちなみに、上杉と織田が同じステージに立ったのは、この時が初めてだったという[4][5]。2018年には上杉昇、織田哲郎、山田信夫の3人で中国の武漢でコンサートを行い、企画運営の中国の若者達から「世界が終るまでは…」の支持者が多いのを背景にフィナーレで歌ってほしいという要望があり、実際に「世界が終るまでは…」がフィナーレで披露された。翌年も同じメンバーで広州、成都、北京で公演を行なっている[6]。
  - 発売当時、第2期メンバーでのテレビ番組での歌唱はなかったが、2019年12月28日に放送されたテレビ東京「MelodiX!スペシャル2019」にWANDSが出演し、第5期メンバーで「もっと強く抱きしめたなら」とメドレーで披露した[7]。2020年7月18日に放送されたTBS「音楽の日2020」でも第5期メンバーで披露された[8]。同年9月6日に放送されたテレビ朝日系『国民13万人がガチ投票! アニメソング総選挙』でも第5期メンバーで披露された[9]。この放送での順位は14位であった[10]。同年10月19日放送のテレビ朝日系「ミュージックステーション」でも第5期メンバーで披露。WANDSとしてのミュージックステーション出演は「時の扉」を披露した1993年3月12日放送回以来27年ぶりである[11][12]。同年12月31日〜2021年1月1日にかけて放送されたTBS系「CDTV ライブ!ライブ!年越しスペシャル 2020→2021」でも披露されるなど、第5期始動後メディアで披露する機会が増えている[13]。2022年、第5期メンバーでリメイクされたものが配信でリリースされた。（後述）
  - アレンジが2種類存在し、1つはイントロでギターが入ってない部分と間奏前で上杉昇のシャウトがない。
2. Just a Lonely Boy
  - オケで、咳払いや女性の微笑みなどのSEを多用している。
  - 2020年に発売されたシングル「抱き寄せ 高まる 君の体温と共に」の初回限定盤のカップリングに「Just a Lonely Boy ～WANDS 第5期 ver.～」が収録された[14]。

## 第5期Ver.
2022年8月28日、第5期メンバーにより「世界が終るまでは… [WANDS第5期 ver.]」としてリメイクしたものを配信でリリースした。前週には「愛を叫びたい」を配信でリリースしており、2週連続での配信リリースとなった。
配信日である8月28日にアニメソングイベント『Animelo Summer Live 2022 -Sparkle-』に出演し、大黒摩季と共に「世界が終るまでは…」を披露している。また2024年5月31日に配信されたYouTubeチャンネル「THE FIRST TAKE」の第440回に出演し、一発録りのスタジオライブで披露した。
第5期バージョンのミュージック・ビデオも制作された。
制作について
本楽曲の制作は、かつてから「世界が終るまでは…」の第5期ver.を制作してほしいという声を受けて行われた。これまでも過去のWANDSの楽曲が幾度とリメイクされてきたが、「世界が終るまでは…」のリメイクは行われていなかった。第5期WANDSのボーカルである上原大史はWANDS加入前からこの楽曲の偉大さを知っていたとし、オリジナルの楽曲も発表していく中で「世界が終るまでは…」を求められるのは当時精神的に辛かったと述べている。
第5期WANDSのメンバーであり、オリジナル楽曲がリリースされた時にもWANDSに在籍していたギターの柴崎浩は「世界が終るまでは…」に対し、元々完成度がものすごく高いと評しており、当時のオケでライブをしても全然違和感がないものだと語っている。故に第5期ver.にするのはなかなかハードルが高かったとしているが、第5期として活動をしていく中で成熟してきたタイミングで制作するという決意に至ったという。柴崎はアレンジに加えミックスも担当した。マスタリングも行ったというが、上原の意見もありマスタリング前のミックスしたままの音でリリースとなった。

### 収録曲
| #         | タイトル                                | 作詞      | 作曲      | 編曲      | 時間 |
| --------- | --------------------------------------- | --------- | --------- | --------- | ---- |
| 1.        | 「世界が終るまでは… [WANDS第5期 ver.]」 | 上杉昇    | 織田哲郎  | 柴崎浩    | 5:13 |
| 合計時間: | 合計時間:                               | 合計時間: | 合計時間: | 合計時間: | 5:13 |

## 収録アルバム
オリジナル
- PIECE OF MY SOUL (#1)
- Version 5.0 (#1、第5期ver.)

ベスト
- SINGLES COLLECTION+6 (#1,2)
- WANDS BEST 〜HISTORICAL BEST ALBUM〜 (#1)
- BEST OF WANDS HISTORY (#1)
- complete of WANDS at the BEING studio (#1)
- BEST OF BEST 1000 WANDS (#1)
- WANDS BEST HITS (#1)

コンピレーション
- スラムダンク テーマソング集 (#1)
- THE BEST OF TV ANIMATION SLAM DUNK〜Single Collection〜 (#1)
- COUNTDOWN BEING (#1)
- FUN Greatest Hits of 90's (#1)
- BEST HIT BEING (#1)

ミックスCD
- ミリオンデイズ〜あの日のわたしと、歌え。〜 mixed by DJ和 (#1)[22]

## カバー

### 上杉昇のセルフカバー
2022年5月25日、上杉昇が発売したベスト・アルバム『永劫回帰 II』に、上杉がセルフカバーしたものが収録された。編曲・アレンジは織田哲郎が担当。
その後、30周年記念シングルとして、織田が新たにミックスを施したものが制作された。2022年8月27日にライブ＆イベント会場にて先行発売を開始し、同年12月4日に先行配信。同年12月14日にCDとして全国販売した。ミュージック・ビデオも制作された。
マスタリング・エンジニアにはテッド・ジェンセンが携わっている。
2023年9月8日、東京ドームで行われた読売ジャイアンツ対中日ドラゴンズの試合の試合前に上杉昇が本バージョンを歌唱した。
収録曲
| #         | タイトル              | 作詞      | 作曲      | 編曲      | 時間 |
| --------- | --------------------- | --------- | --------- | --------- | ---- |
| 1.        | 「世界が終るまでは…」 | 上杉昇    | 織田哲郎  | 織田哲郎  | 5:21 |
| 合計時間: | 合計時間:             | 合計時間: | 合計時間: | 合計時間: | 5:21 |

| 全作詞: 上杉昇。 |                       |        |                |                    |
| #                | タイトル              | 作詞   | 作曲           | 編曲               |
| 1.               | 「世界が終るまでは…」 | 上杉昇 | 織田哲郎       | 織田哲郎           |
| 2.               | 「PIECE OF MY SOUL」  | 上杉昇 | 上杉昇、柴崎浩 | 岡野ハジメ、平田崇 |

### その他のカバー
| アーティスト         | 収録作品                                     | 発売日         | 備考 |
| -------------------- | -------------------------------------------- | -------------- | --- |
| 織田哲郎             | 『MELODIES』                                 | 2006年9月20日  | セルフカバー。編曲も担当。 なおこれにより、織田がWANDSへの提供作品の全ての楽曲をセルフカバーしたことになる。 |
| ACID                 | 「世界が終るまでは…」                        | 2008年1月30日  | シングル。編曲：明石昌夫、ACID。 WANDSにアレンジャーとして関わっていた明石昌夫がプロデュース。               |
| 飛蘭（Faylan）       | 『FAYvorite』                                | 2014年3月26日  | |
| Noa                  | 『愛がなければ』                             | 2015年10月14日 | 編曲：内野歩・TOSHiYA。                                                                                      |
| 相川七瀬             | 『Treasure Box -Tetsuro Oda Songs-』         | 2015年10月28日 | 編曲：NIKKA。ギターに柴崎浩、コーラスに宇徳敬子が参加。                                                      |
| ななみ（naNami）     | 『この歌がいつか誰かの決心になりますように』 | 2017年4月28日  | 編曲：冨田謙。                                                                                               |
| 鬼龍院翔             | 『オニカバー90's』                           | 2017年5月24日  | |
| ニコラス・エドワーズ | 『うわノそら』                               | 2019年3月27日  | 編曲：IKUO。                                                                                                 |